# Coopération (journal)
 (janvier 2023).
Coopération est un journal hebdomadaire suisse lié au groupe Coop. Il paraît le mardi et ses abonnés (membres de Coop et détenteurs de la Supercard) le reçoivent gratuitement.

## Histoire
La première parution du journal date du 9 janvier 1904. Il s’appelle alors La Coopération – Journal populaire suisse, c’est un bimensuel et son tirage initial est de 4 700 exemplaires. Il deviendra Coopération en 1952. Son tirage actuel dépasse les 600 000 exemplaires avec un lectorat de près de 660 000 personnes.
Le pendant alémanique de l’hebdomadaire Coopération est Coopzeitung, dont le premier numéro (sous le nom de Genossenschaftliches Volksblatt) date du 18 janvier 1902. La presse Coop a également, depuis 1906, un journal en langue italienne, l’hebdomadaire Cooperazione, destiné à la partie tessinoise de la Suisse.
Les trois hebdomadaires de la presse Coop ont le lectorat le plus important de Suisse, avec près de 3,5 millions de lectrices et de lecteurs.

## Caractéristiques
Dans chacune de ses éditions, Coopération a un dossier principal (le « zoom » de la semaine) sur des thématiques diverses (société, tendances, alimentation, mode de vie, loisirs, sports,…), traite de sujets concernant l’environnement (notamment dans la double page « Des paroles aux actes »), s’articule autour des rubriques « Famille », « Goûts & Saveurs », « Actuel » et « Temps libre » dans laquelle se trouve la rencontre avec une personnalité dans l’actualité, « L’invité » de la semaine. Sur le site du journal, s’ajoutent des compléments aux divers articles, des commentaires interactifs de lecteurs, des blogs dans différentes thématiques, des videos dont une qui montre comment faire la recette de la semaine, une autre pour un bricolage, des possibilités de participer aux concours, l’e-paper, etc.